# Maria Luisa di Hannover
Maria Luisa di Hannover (nome completo Marie Louise Victoria Caroline Amalie Alexandra Augusta Friederike Hanover) (Gmunden, 11 ottobre 1879 – Abbazia di Salem, 31 gennaio 1948) nata principessa di Hannover e principessa del Regno Unito, divenne principessa di Baden per matrimonio.

## Biografia

### Infanzia
Suo padre era Ernesto Augusto, duca di Cumberland, figlio di Giorgio V di Hannover, e di sua moglie Maria di Sassonia-Altenburg; sua madre era la principessa Thyra di Danimarca, figlia di Cristiano IX di Danimarca, e di sua moglie, la principessa Luisa d'Assia-Kassel.
Maria Luisa è una pro-pro nipote di Giorgio III del Regno Unito e di Carlotta di Meclemburgo-Strelitz.

### Matrimonio
Sposò, il 10 luglio 1900 a Gmunden, il principe Massimiliano di Baden, figlio del principe Luigi Guglielmo di Baden, fratello minore del granduca Federico I di Baden, e della moglie Maria di Leuchtenberg. Alla morte dello zio, essendo il cugino Federico II senza figli, Maximilian divenne il principe ereditario.

## Discendenza
Dal matrimonio tra Maria Luisa e il principe Massimiliano di Baden nacquero due figli:
- Maria Alessandra (1902-1944), sposò Volfango d'Assia-Kassel;
- Bertoldo, margravio di Baden (1906-1963).

## Ascendenza
|                                      |                                                                |                                                      | Genitori                                    |  |  | Nonni |  |  | Bisnonni                      |  |  | Trisnonni                 |  |
|                                      |                                                                |                                                      |                                             |  |  |       |  |  | Ernesto Augusto I di Hannover |  |  | Giorgio III d'Inghilterra |  |
|                                      |                                                                |                                                      |                                             |  |  |       |  |  | Ernesto Augusto I di Hannover |  |  | Giorgio III d'Inghilterra |  |
|                                      |                                                                | Carlotta di Meclemburgo-Strelitz                     |                                             |  |  |       |  |  | Ernesto Augusto I di Hannover |  |  |                           |  |
| Giorgio V di Hannover                |                                                                |                                                      |                                             |  |  |       |  |  | Ernesto Augusto I di Hannover |  |  |                           |  |
|                                      |                                                                | Federica di Meclemburgo-Strelitz                     | Carlo II di Meclemburgo-Strelitz            |  |  |       |  |  |                               |  |  |                           |  |
|                                      |                                                                | Federica di Meclemburgo-Strelitz                     | Carlo II di Meclemburgo-Strelitz            |  |  |       |  |  |                               |  |  |                           |  |
|                                      |                                                                | Federica di Meclemburgo-Strelitz                     | Federica Carolina Luisa d'Assia-Darmstadt   |  |  |       |  |  |                               |  |  |                           |  |
| Ernesto Augusto, duca di Cumberland  |                                                                | Federica di Meclemburgo-Strelitz                     |                                             |  |  |       |  |  |                               |  |  |                           |  |
|                                      |                                                                | Giuseppe di Sassonia-Altenburg                       | Federico di Sassonia-Altenburg              |  |  |       |  |  |                               |  |  |                           |  |
|                                      |                                                                | Giuseppe di Sassonia-Altenburg                       | Federico di Sassonia-Altenburg              |  |  |       |  |  |                               |  |  |                           |  |
|                                      |                                                                | Giuseppe di Sassonia-Altenburg                       | Carlotta di Meclemburgo-Strelitz            |  |  |       |  |  |                               |  |  |                           |  |
| Maria di Sassonia-Altenburg          |                                                                | Giuseppe di Sassonia-Altenburg                       |                                             |  |  |       |  |  |                               |  |  |                           |  |
|                                      |                                                                | Amalia di Württemberg                                | Ludovico Federico Alessandro di Württemberg |  |  |       |  |  |                               |  |  |                           |  |
|                                      |                                                                | Amalia di Württemberg                                | Ludovico Federico Alessandro di Württemberg |  |  |       |  |  |                               |  |  |                           |  |
|                                      |                                                                | Amalia di Württemberg                                | Enrichetta di Nassau-Weilburg               |  |  |       |  |  |                               |  |  |                           |  |
| Maria Luisa di Hannover e Cumberland |                                                                | Amalia di Württemberg                                |                                             |  |  |       |  |  |                               |  |  |                           |  |
|                                      | Federico Guglielmo di Schleswig-Holstein-Sonderburg-Glücksburg | Federico Carlo di Schleswig-Holstein-Sonderburg-Beck |                                             |  |  |       |  |  |                               |  |  |                           |  |
|                                      | Federico Guglielmo di Schleswig-Holstein-Sonderburg-Glücksburg | Federico Carlo di Schleswig-Holstein-Sonderburg-Beck |                                             |  |  |       |  |  |                               |  |  |                           |  |
|                                      | Federico Guglielmo di Schleswig-Holstein-Sonderburg-Glücksburg | Federica di Schlieben                                |                                             |  |  |       |  |  |                               |  |  |                           |  |
| Cristiano IX di Danimarca            | Federico Guglielmo di Schleswig-Holstein-Sonderburg-Glücksburg |                                                      |                                             |  |  |       |  |  |                               |  |  |                           |  |
|                                      |                                                                | Luisa Carolina d'Assia-Kassel                        | Carlo d'Assia-Kassel                        |  |  |       |  |  |                               |  |  |                           |  |
|                                      |                                                                | Luisa Carolina d'Assia-Kassel                        | Carlo d'Assia-Kassel                        |  |  |       |  |  |                               |  |  |                           |  |
|                                      |                                                                | Luisa Carolina d'Assia-Kassel                        | Luisa di Danimarca                          |  |  |       |  |  |                               |  |  |                           |  |
| Thyra di Danimarca                   |                                                                | Luisa Carolina d'Assia-Kassel                        |                                             |  |  |       |  |  |                               |  |  |                           |  |
|                                      |                                                                | Guglielmo d'Assia-Kassel                             | Federico d'Assia-Kassel                     |  |  |       |  |  |                               |  |  |                           |  |
|                                      |                                                                | Guglielmo d'Assia-Kassel                             | Federico d'Assia-Kassel                     |  |  |       |  |  |                               |  |  |                           |  |
|                                      |                                                                | Guglielmo d'Assia-Kassel                             | Carolina di Nassau-Usingen                  |  |  |       |  |  |                               |  |  |                           |  |
| Luisa d'Assia-Kassel                 |                                                                | Guglielmo d'Assia-Kassel                             |                                             |  |  |       |  |  |                               |  |  |                           |  |
|                                      |                                                                | Luisa Carlotta di Danimarca                          | Federico di Danimarca                       |  |  |       |  |  |                               |  |  |                           |  |
|                                      |                                                                | Luisa Carlotta di Danimarca                          | Federico di Danimarca                       |  |  |       |  |  |                               |  |  |                           |  |
|                                      |                                                                | Luisa Carlotta di Danimarca                          | Sofia Federica di Meclemburgo-Schwerin      |  |  |       |  |  |                               |  |  |                           |  |
|                                      |                                                                | Luisa Carlotta di Danimarca                          |                                             |  |  |       |  |  |                               |  |  |                           |  |